# Anna Hogenskild
Anna Klemetsdotter Hogenskild, även kallad Anna till Åkerö och Anna till Hedensö, född 1513, död 1590, var en svensk hovfunktionär.  Hon tjänstgjorde som hovmästarinna vid svenska hovstaten under Gustav Vasa och Erik XIV.

## Biografi
Anna Hogenskild var dotter till Klemet Bengtsson Hogenskild till Åkerö (död 1512) och Anna Hansdotter (Thott) till Bjurum (död 1549). Hon tillhörde en mäkting familj och var släkt med Sten Sture d. ä.: hennes mormorsmor var kung Karl Knutsson Bondes dotter Kristina Karlsdotter (Bonde). 
Hon gifte sig 1530 med Jacob Krumme (död 1531), och 1537 med hovjunkare Nils Pedersson Bielke (död 1550), som stod nära Gustav Vasa. Hon blev mor till Hogenskild Bielke, Ture Nilsson Bielke, Claes Nilsson Bielke och Carin Nilsdotter Bielke (1539–1596). 
Hennes son Hogenskild Bielke uppfostrades vid hovet, var studiekamrat med hertig Magnus och blev 1556 page hos kungen.

### Hovkarriär
Anna Hogenskild fungerade som hovmästarinna hos drottning Katarina Stenbock. Hon utnämndes till hovmästarinna 1555.
Hon hade varit omtyckt av Erik XIV innan hans tronbestning, och under hans regeringstid "ådagalade han på flerfaldigt sätt sin ynnest mot henne och hennes barn". Hon utsågs till hovmästarinna för Erik XIV:s systrars, och hans dotter Virginias hushåll och hovhållning. Hon beskrivs som allmänt aktad och uppskattad vid hovet. 
Som hovmästarinna drev hon ett intensivt arbete för sin släkt: av de tretton hovfröknar som år 1563 var anställda vid prinsessornas hov, var åtta släktingar till Anna Hogenskild. Erik ansåg dock inte att hon höll nog sträng kontroll över hans systrar utan utsåg hennes svåger Ture Pedersson till hovmästare vid hennes sida för att övervaka dem bättre. Erik XIV gav henne år 1566 flera förläningar i Bettna, Sköllinge och Jönåker.

### Privatliv
Privat blev hon en centralfigur för ätten Bielkes familjekrets, och hennes relation till sina närmaste beskrivs som nära och förtroendefull. Att döma av hennes räkenskaper gav hon stora summor till behövande, och gynnade även Vadstena kloster och Nådendals kloster. Anna Hogenskild var en av Sveriges största godsägare. Hon ärvde 1540 Åkerö efter sin moster Brita Hansdotter Hogenskild, som blev familjens och hennes huvudbostad. Hon ägde även godset Wik. På grund av makens bortovaro i hovtjänst fick hon själv ansvaret för familjens gods, och efter makens död i maj 1550 övertog hon detta ansvar även formellt, och "mycken omsorg, kraft och framgång förvaltade hon sina vidsträckta besittningar". År 1573 föreslog Johan III henne att spärra in Erik XIV på Wik, men detta blev inte av.
Anna Hogenskilds korrespondens är till stor del bevarad.